# Publio Cornelio Rufino
Publio Cornelio Rufino (en latín, Publius Cornelius Cn. f. P. n. Rufinus) fue un político y militar romano que fue dos veces cónsul y una vez dictador.

## Carrera pública
Fue cónsul por primera vez en el año 290 a. C., con Manio Curio Dentato. Junto con su colega, llevó la tercera guerra samnita a su conclusión, obteniendo un triunfo en consecuencia.
Elegido cónsul por segunda vez en 277 a. C., esta vez con Cayo Junio Bubulco Bruto, llevó la guerra contra los samnitas y los griegos en el sur de Italia, que ahora estaban privados de la protección de Pirro de Epiro.
El principal acontecimiento de su segundo consulado fue la captura de la importante ciudad de Crotona. Rufino tenía una mala reputación a causa de su avaricia y su deshonestidad, pero era al mismo tiempo uno de los generales más distinguidos de su tiempo y en consecuencia Cayo Fabricio Luscino, su enemigo personal, se dice que había apoyado su candidatura para su segundo consulado en 277 a. C. porque los romanos estaban en necesidad de un general de la experiencia y habilidad en razón de su guerra con Pirro. Pero, como Pirro había dejado Italia, a mitad del año anterior, Niebuhr comenta que el apoyo de Fabricio debe referirse a su primer consulado, o tal vez aún más probable es que este apoyo fuera durante su dictadura, cuyo año no se menciona, pero que Niebuhr refiere a 280 a. C., después de la derrota de los romanos en el Siris.
En 275 a. C., Rufino fue expulsado del Senado por los censores C. Fabricio y Q. Emilio Papo, a causa de la posesión de diez libras de plata. Se dice que Rufino perdió la vista en el sueño, mientras soñaba con esa desgracia.

## Familia
Estaba emparentado con el dictador Publio Cornelio Rufino, ya siendo su sobrino o nieto. Entre sus descendientes estuvo el dictador Sila.